# 藤原忠雄
藤原 忠雄（ふじわら の ただお、生没年不詳）は、平安時代初期から前期にかけての貴族。藤原北家、大和守・藤原長岡の子。官位は従五位下・大宰少弐。

## 経歴
文徳朝末の斉衡4年（857年）従五位下・因幡介に叙任される。貞観4年（862年）武蔵守と清和朝前期も引き続き地方官を務めた。
貞観10年（868年）兵部少輔と京官に任ぜられるが、早くも翌貞観11年（869年）大宰少弐として地方官に転じている。

## 官歴
『六国史』による。
- 時期不詳：正六位上
- 斉衡4年（857年） 正月7日：従五位下。正月14日：因幡介
- 貞観4年（862年） 正月13日：武蔵守
- 貞観10年（868年） 2月17日：兵部少輔
- 貞観11年（869年） 正月13日：大宰少弐

## 系譜
『尊卑分脈』による。
- 父：藤原長岡
- 母：不詳
- 妻：不詳
  - 男子：藤原保高